# Lietuvos aidas

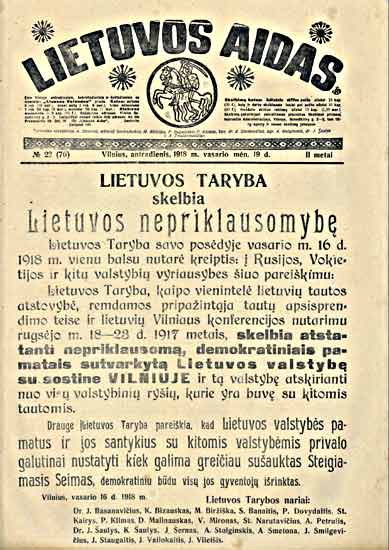
Номер газеты с Актом независимости Литвы

Летувос айдас (лит. Lietuvos aidas; «Эхо Литвы») — литовская газета, выходившая с 6 сентября 1917 года до 31 декабря 1918 года в Вильнюсе и с 1 февраля 1928 года до 16 июня 1940 года в Каунасе; «государственная газета», выходившая ежедневно с 8 мая 1990 года в Вильнюсе как восстановленная довоенная газета 1917—1918 и 1928—1940 годов; выходящая параллельно в 2006—2012 годах альтернативная газета с тем же названием, также объявлявшая себя преемниками газеты 1917—1918 и 1928—1940 годов. 

## История

### 1917—1918
Газету основал Антанас Сметона. C 21 сентября 1917 года до конца 1918 года газета «Летувос айдас» выходила как официальный орган Литовской Тарибы. Антанас Сметона был её официальным редактором; редакторы Пятрас Климас (1917—1918), Людас Норейка (1918). В период формирования литовского государства в ней публиковались принятые правительством постановления, законы, другие официальные документы. 19 февраля 1918 года «Летувос айдас» опубликовала Акт независимости Литвы (почти весь тираж номера был конфискован немецкими властями). 
В газете также находили отражение политическая, экономическая, культурная жизнь Литвы, важнейшие события в Литве и мире. Газета выходила три раза в неделю. На страницах газеты и её ежемесячном приложении „Luosoji valanda“ (1917—1918) опубликовано немало художественных произведений литовских поэтов и писателей. Выпускалось еженедельное приложение „Mūsų ūkis“ («Наше хозяйство»; 1918). С 6 сентября 1917 года до 9 ноября 1918 года по требованию германской цензуры печатались переводы литовских статей на немецкий язык „Litauisches Echo“ и отсылались в Берлин. Издателем был Людас Норейка (1918). В газете сотрудничали Миколас Биржишка, Пятрас Климас, Пяликсас Бугайлишкис, Александрас Стульгинскис, Юозапас Станкявичюс, Антанас Жмуйдзинавичюс, Юозас Тумас-Вайжгантас и другие. Тираж достигал 20000 экземпляров (1918). Издание газеты прервалось 31 декабря 1918 года с переездом литовского правительства в Каунас. Всего до конца 1918 года вышло 214 номеров. 
Вместо газеты «Летувос айдас» в Вильнюсе было предпринято издание газеты „Nepriklausomoji Lietuva“, в Каунасе — ежедневной газеты „Lietuva“. 

### 1928—1940
Газета «Летувос айдас» заново стала выходить 1 февраля 1928 года вместо ежедневных газет «Летува» („Lietuva“) и «Летувис» („Lietuvis“) как официоз Союза литовских националистов («таутининков») и правительства Литвы. Возобновлённая газета выходила ежедневно, с 1935 года — двумя выпусками (утренним и вечерним), со второго полугодия 1939 года — тремя. Издателем значился сначала Валентинас Густайнис (1928), затем общество „Pažanga“ (1928—1940). В газете сотрудничали Аугустинас Грицюс, Фаустас Кирша, Бронис Райла и другие известные публицисты.
Была крупнейшей газетой страны: объём составлял 14—16 страниц, тираж — около 90 тысяч экземпляров (1939). Редакторы: Валентинас Густайнис (1928—1932), Игнас Шейнюс (1933—1934), Симас Александравичюс (Алексинас-Александравичюс; ответственный редактор, 1933—1935), Витаутас Алантас (1934—1939), Александрас Меркелис (1939), Домас Цесявичюс, Бронюс Томас Дирмейкис (1940). 
С 17 июня до 16 июля 1940 года газета была официозом Народного правительства Литвы, редактором был Йонас Шимкус. Вскоре в том же 1940 году вместо газеты «Летувос айдас» стала выходить газета «Дарбо Летува» („Darbo Lietuva“, «Трудовая Литва»).

## Возобновлённая газета
Первый номер возобновлённой газеты вышел 8 мая 1990 года как издание Верховного Совета и Совета Министров Литовской Республики (1990—1992), позднее издавалась как независимое периодическое издание. Издавало газету закрытое акционерное общество „Lietuvos aidas“ (1992—2004), с 2004 года „Trakų spaustuvė“. Газета выходила пять раз в неделю. Главными редакторами были Саулюс Стома (1990—1994), Саулюс Шальтянис (1994—1996), Рома Дануте Гринбергене (1997—1998), Р. Варнаускас (1998—2000), А. Дрижюс (2000—2001), Альгирдас Пильвялис (с 2001 года до смерти в 2016 году). Тираж составлял в 1990 году 51000 экз. в 1993 — 66000 экз., в 1997 — 19000 экз., в 2007 году — 15000. С 1994 года в качестве культурного приложения начала выходить еженедельная газета „Šiaurės Atėnai“ («Шяурес Атенай», «Северные Афины»), с 1996 года — приложение „Autobirža“, с 1997 — „Kauno žinios“ и „Šeštadienis“.
23 декабря 2006 года вышел № 1 (10087) альтернативной газеты с тем же названием. Главный редактор — фотожурналист Антанас Алишаускас, заместитель главного редактора Римантас Матулис, издатель — закрытое акционерное общество „Adenita“. Редакцию составили уволенные Альгирдасом Пильвялисом бывшие работники его газеты. По словам Алишаускаса, Пильвялис должным образом не зарегистрировал название газеты в патентном бюро, что создало возможность возродить ту газету «Летувос айдас», которая вернула бы читателей, которые были разочарованы газетой Пильвялиса. Обе выходящие газеты объявляли себя основанными Антанасом Сметоной 6 сентября 1917 года и в свою нумерацию включали все номера газеты до 23 декабря 2006 года. После банкротства ЗАО „Adenita“ в 2012 году выход альтернативной газеты прекратился .  